# Розбудіть Оленку
«Розбудіть Оленку!» — німий радянський короткометражний художній фільм режисера Антоніни Кудрявцевої. Комедія у трьох частинах, за сценарієм Миколи Олейникова і Євгена Шварца. Виробництво Ленінградського Кіно-Комбінату «Ленфільм». Зйомки велися в Ялті. Ряд натурних зйомок здійснено у Києві, зокрема в кадрі з'являються будинок "Радянського лікаря", будинок Фроммета, будівля колишньої Думи, оглядовий майданчик Хрещатого парку. Характерну київську нумерацію мають трамваї і автомобіль одного з героїв фільму. 

## Сюжет
Історія про маленьку школярку, яка вічно спізнювалася на уроки, і її друзів, які придумали оригінальний спосіб перевиховати прогульницю.

## У ролях
- Яніна Жеймо —  Оленка
- Сергій Герасимов — другорядна роль

## Знімальна група
- Сценарій: Микола Олейников, Євген Шварц
- Режисер: Антоніна Кудрявцева
- Оператор: Георгій Філатов
- Художник: Євгенія Словцова